# Central Falls
Central Falls é uma cidade localizada no estado norte-americano de Rhode Island, no condado de Providence. Foi fundada em 1675 e incorporada em 1895.
Em maio de 2009, a cidade declarou falência financeira, e pode ser realizada uma fusão entre Central Falls e Pawtucket.

## Geografia
De acordo com o Departamento do Censo dos Estados Unidos, a cidade tem uma área de 3,3 km², dos quais 3,1 km² estão cobertos por terra e 0,2 km² por água.

## Demografia
Segundo o censo nacional de 2010, a sua população é de 19 376 habitantes e sua densidade populacional é de 6 265,6 hab/km². É a cidade mais densamente povoada de Rhode Island. Possui 7 478 residências que resulta em uma densidade de 2 406,1 residências/km².

## Marcos históricos
O Registro Nacional de Lugares Históricos lista 13 marcos históricos em Central Falls. O primeiro marco foi designado em 2 de julho de 1976 e o mais recente em 8 de maio de 2017, o American Supply Company Building.